# Thanatus sabulosus
Thanatus sabulosus är en spindelart som först beskrevs av Menge 1875.  Thanatus sabulosus ingår i släktet Thanatus och familjen snabblöparspindlar. Inga underarter finns listade i Catalogue of Life.